# Libětice, Strakonice
Libětice là một làng thuộc huyện Strakonice, vùng Jihočeský, Cộng hòa Séc.